# Олоїд

Структура олоїда. Показано два 240-градусні кругові сектори і опуклий корпус.

Розгортка олоїда

Олоїд — тривимірний криволінійний геометричний об'єкт, відкритий Павлом Шатцем у 1929 році. Це опуклий корпус скелетної рами, зроблений шляхом розміщення двох пов'язаних конгруентних кіл в перпендикулярних площинах, так що центр кожного кола лежить на іншому колі. Відстань між центрами кіл дорівнює радіусу кола. Одна третина периметра кожного кола лежить всередині опуклого корпусу, тому одна і та ж форма може бути сформована як опукла оболонка двох залишкових кругових дуг, кожна з яких охоплює кут 4π / 3.

## Площа поверхні та об'єм
Площа поверхні олоїда обчислюється за формулою:
{\displaystyle A=4\pi r^{2}},
що дорівнює площі поверхні сфери рівного радіусу.
Об'єм олоїда в кінцевому вигляді обчислюється за формулою:
{\displaystyle {\frac {2}{3}}\left(2E\left({\frac {3}{4}}\right)+K\left({\frac {3}{4}}\right)\right)r^{3}},
де K і E означають повні еліптичні інтреграли першого і другого роду відповідно. Чисельний розрахунок дає:
{\displaystyle V\approx 3.0524184684r^{3}}

## Кінетика
Під час кочення кожна точка поверхні олоїда торкається до площини, по якій він котиться. На відміну від більшості аксіально-симетричних об'єктів (циліндр, сфера тощо), при коченні по плоскій поверхні його центр мас рухається по траєкторії меандру, а не лінії. При кожному оберті відстань між центром маси олоїда і поверхнею кочення має два мінімуми і два максимуми. Різниця між максимальною і мінімальною висотою визначається формулою:
{\displaystyle \Delta h=r\left({\frac {\sqrt {2}}{2}}-{3}{\frac {\sqrt {3}}{8}}\right)\approx 0.0576r}
де r — радіус дуги олоїда. Оскільки ця різниця досить мала, рух олоїда доволі плавний. У кожній точці під час цього руху кочення олоїд дотикається до площини відрізком прямої. Довжина цього відрізка під час руху залишається незмінною і визначається виразом:
{\displaystyle \!l={\sqrt {3}}r}

## Пов'язані форми
Сферикон — опукла оболонка двох півкіл у перпендикулярних площинах з центрами в одній точці. Його поверхня складається з чотирьох шматків конусів. Він схожий на олоїд і, подібно до нього, є поверхнею, що розгортається, яку можна розгорнути шляхом прокочування. Однак його екватор являє собою квадрат, на відміну від екватора олоїда, який кутів не має.